# Concerto per violino e orchestra n. 1 (Mozart)
Il concerto per violino e orchestra n. 1 (K 207) di Mozart è generalmente ritenuto composto intorno al mese di aprile del 1775. Tuttavia recenti studi retrocederebbero la datazione al 1773.
Costituisce il primo di cinque concerti per lo stesso strumento solista (nell'ordine: K 211, K 216, K 218, K 219), attribuibili con certezza al compositore.
La prima esecuzione assoluta è stata il 15 agosto 1777 a Salisburgo e venne ripresa il 9 luglio 1779 a Salisburgo.

## Struttura
Il concerto è in 3 movimenti, nella consueta sequenza veloce-lento-veloce tipica dei concerti mozartiani. L'autore, al termine della composizione, non si riteneva pienamente soddisfatto dell'ultimo movimento (il Presto) e scrisse un finale alternativo; in seguito tale pagina è stata catalogata a parte come Rondò per violino e orchestra K 269.